# Ophiophragmus stellatus
Ophiophragmus stellatus is een slangster uit de familie Amphiuridae.
De wetenschappelijke naam van de soort werd in 1940 gepubliceerd door Fred C. Ziesenhenne.